# جيمي لوفتوس
جيمي لوفتوس (بالإنجليزية: Jamie Loftus)‏ هي فنانة أداء وكاتبة سيناريو وكاتِبة وممثلة أمريكية، ولدت في 1993 في بوسطن في الولايات المتحدة.

## وصلات خارجية
- الموقع الرسمي
- جيمي لوفتوس على موقع IMDb (الإنجليزية)
- جيمي لوفتوس على موقع قاعدة بيانات الفيلم (الإنجليزية)